# Лагуна-де-Контрерас
Лагуна-де-Контрерас (ісп. Laguna de Contreras) — муніципалітет в Іспанії, у складі автономної спільноти Кастилія-і-Леон, у провінції Сеговія. Населення — 129 осіб (2010).
Муніципалітет розташований на відстані близько 120 км на північ від Мадрида, 60 км на північ від Сеговії.
На території муніципалітету розташовані такі населені пункти: (дані про населення за 2010 рік)
- Лагуна-де-Контрерас: 87 осіб
- Вівар-де-Фуентідуенья: 42 особи

## Демографія
Динаміка населення (INE ):